# 忠告社
忠告社(ちゅうこくしゃ)は、明治時代初期に金沢に設立された政治結社。長谷川準也、藤勉一（杉村寛正）、加藤恒、陸義猶らを指導者とし、一時は土佐の立志社、阿波の自助社と共に三政社と呼ばれていた。
1874年（明治7年）6月頃、島田一郎ら石川県の青年不平士族らと謀り、県の中枢にいた薩摩派の杉村寛正、陸義猶(くがよしなお)らを強請した。

## 概要
忠告社は士族民権運動を展開すると共に政治活動だけでなく士族の授産や教育にも力を注いだ。杉村らは県の官僚という立場で忠告社を創設した経緯もあり比較的穏便な政策を取っていたが島田らは社の建白、美辞麗句に不満を持ち後に別途に多くの巡査を同志とする三光寺派という政治結社を立ち上げた。三光寺派という政治結社は実力行使によって士族による軍事独裁政権の樹立という夢を叶える為に武断主義、腕力的主義をもって政治活動を行った政治結社になった。

## 関わった人物
1878年（明治11年）に起きた紀尾井町事件の首謀者、石川県士族　島田一郎と同士族　長連豪(ちょうつらひで)が政治活動を志したのは事件の5年前、1871年（明治6年）の征韓論に関わりあった時であった。
明治維新は士族の没落をもたらし、家禄処分を断行した明治政府に対して各地の士族は不満を募らせた。このような不平士族の満ち溢れる中、1873年（明治6年）、征韓論で政府は分裂しこれを契機に士族の反乱、自由民権運動などの反政府活動が盛立を呈した。維新で名を挙げることのなかった石川県士族は、征韓論の台湾出兵という一連の動きに対して、杉村寛正・陸義猶を中心に左院に建白書を上提したり西郷従道に台湾出兵の従軍願を提出したりして、維新での加賀藩の鬱憤を晴らし石川県士族の名誉挽回を画策したが、予期したような結果が得られなかった。

### 島田一郎
加賀八家の長氏宗家、長連恭の率いる加賀藩兵の一員として第一次長州征伐、翌年の京都派兵に参加し明治元年(1868年)、戊辰戦争で北越各地を転戦しその功により御兵並に昇格した。その後、島田は官の軍人を目指したが厚い官学の砦、不利な石川県人と言った謂れのない壁に阻まれ官の道を断念せざるを得なくなり憤慨したという。帰県するや鬱積した怒りを政治に向けるに至った。島田は幼少より肝太く剣術も巧みで体重75kg、口髭を蓄え貫禄があった。

### 長連豪
石川県士族　此木連潔(このきつらきつ)の長男で、嘉永6年（1853年）、金沢穴水町(現在の長土塀、穴水公園辺り)に生まれ此木小次郎(このきこじろう)を名乗った生家は長氏家祖の長谷部信連(長兵衛尉信連{ちょうひょうえのじょうのぶつら}とも言う)の二男の末裔で累代加賀八家の長氏宗家に仕えていたが、1869年（明治2年）の版籍奉還に伴い私有家臣の廃止によって長姓に復し、200石取り金沢藩士となり後に石川県士族となった。
連豪は母が平手勘左衛門の娘で父が早世したため、外祖父のもとで育てられた。平手家は織田信長の傅役、平手政秀の末裔である。武士道の鑑と言われた政秀の血脈を受け継いだ外祖父に育まれた連豪は幼少の頃から才智に富み長ずるに熟慮と才略に長けた文武両道に秀でた青年となった。
1874年（明治7年）6月、長連豪は杉村、陸に連れられ鹿児島入りを果たし西郷隆盛と桐野利秋の元に預けられ私学校の者と交わるとともに西郷、桐野に強く傾倒した。約半年振りに帰県した長連豪は西郷と桐野に感化され、石川郡高尾村に隠棲し世俗を背に向け農事に従事すると共に西郷から送られた猟犬を連れて山野を巡る毎日を過ごした。
1876年（明治9年）4月、長連豪は2年ぶりに再び鹿児島を訪れ西郷と桐野の許に永らく滞在し両名への敬慕をさらに強めていった。西郷の人間的魅力、感情の深さや高潔さに惹かれていた。

## 西南戦争へ
滞在時、鹿児島は多くの不平士族によって軍事独裁制による独立国家の様相にあり騒然たる状況にあった。同年10月、長連豪が金沢に帰県した直後、廃刀令を不満とした神風連の乱、政府の開明政策に反対した秋月の乱、不平士族の反乱である萩の乱が続け様に勃発した。
さらに1877年（明治10年）2月、連豪が金沢に帰った4ヶ月後に西郷を押し立てた薩摩士族による西南戦争が起こった。島田は、長を誘い忠告社を決起させるべく奔走し案じた陸も忠告社への斡旋と無党派層への大同団結を呼びかけたが、忠告社の決起は虚しく潰え全て水泡に帰した。
なお、西南戦争勃発時、石川県では旧藩主の前田斉泰・前田利嗣の連署状にて旧重臣家に対して旧家臣の自重を促すように説得するようにとの依頼があった。当時、忠告社に好意的であった薩摩出身の県令・内田正風が辞職し代わって県令・桐山純孝と長州人の権参事・熊野九郎が就任したが忠告社を嫌い多くの社員が石川県より下野し忠告社は力を弱めていった。その間に熊本城を包囲していた西郷軍が敗退し優位に立った官軍は九州の関門である門司を始め主要な道中を塞ぐに至り、石川県からの挙兵応援の時期を失した。他方、石川県下では第七連隊が政府側の応援として戦闘に参加するために九州に向かった。又、政府の新選旅団募兵に対して旧藩主が旧臣に奮起を促したところ千人余りの応募者があった。
忠告社が不遇のままにも関わらず彼らは島田らのように決起に踏み切れない優柔不断さがあった。それは幕末に於ける加賀藩の対応に一脈通じるものがある。

## 要人暗殺計画へ
西南戦争は新政府の鎮圧により平定したが、この不平士族はこれを境に武力の反乱より言論による活動へと方向転換する。しかし、島田一郎、長連豪は西南戦争終焉後に少数精鋭による要人暗殺へと向かい計画に参画する同志を集めるようになった。
まず、18歳の杉村文一が賛同した。彼は忠告社の社長、杉村寛正の末弟で官位変則中学で学んだ。一方、島田、長連豪らとは別に金沢の武家生まれの松田克之、杉村乙菊、脇田巧一も大久保利通暗殺を画策し資金難や同志集めに苦慮していたが、ここに来て両者が寄り合い合流した。松田克之は23歳、生家が代々加賀藩に仕え禄300石の家柄で脇田、杉本と官立変則中学で知り合い暗殺を計画したが途中で金沢に帰県した為に凶行に間に合わなかった。
杉本乙菊は30歳、金沢生まれ45石取りの父、作左衛門の長男で平素から島田を尊敬し暗殺計画に参加した。
脇田巧一は29歳、金沢生まれ加賀藩士　脇田九兵衛の子で官立変則中学の監正となり当時、生徒であった松田と親しくなり暗殺計画に参加した。
明治11年11月半ば、長連豪は東京の形勢を探り金沢の島田と逐一連絡を取りあった。
長は東京で石川県巡査の橋爪武に出会い暗殺計画を打ち明け金沢での後挙を依頼した。橋爪は警視庁巡査として西南戦争に従軍した際、九州各地を転戦した抜刀隊の島根県士族の浅井寿篤と知り合い、後に帰県中の浅井に連豪から聞き及んだ暗殺計画を漏らした。この時、浅井は職を免じられ不安になり強いて死を念じていた事もありこれに賛同しすぐさま上京し連豪に会いその熱意を以て同志の一人に加えられた。
翌1878年（明治11年）3月末、島田はいよいよ決行近しと東京に向かい金沢を発った。4月20日、6人の同志が初めて一同に参会した。大久保利通の暗殺趣意書、斬姦状は前年に島田と連豪が「最早、政府転覆の見込みはなくなった。この後は政府大官を刺殺する他なし、ついては姦物の巨魁たる大久保利通を討つことにしたので素文を書いてくれ」と陸に頼んだ物が帰県中の松田を経由して送られて来た。この斬姦状は島田の友人を通じて近事評論と朝野新聞に投稿されたが黙殺された。現存する斬姦状は島田一郎と長連豪のもので彼等が自首した時に所持していた。
斬姦状は主文と後半の大久保政権の罪5つから成っている。主文は『大久保らの有司専制は民権を抑圧して国家を浪費し国権を失墜させるなどの罪を犯しこれに反省する事なく、西南戦争まで引き起こした。そこで大久保を斬って民苦を救わんとする。』との概要で結び最後に6人の署名を入れ実印を押してある。後段には「藩閥の専制独裁」、「政府官僚の私利私欲」、「憂国の士の排訴」、「国財の徒費」、「外交の失墜」の5項目について弾劾している。斬姦状は思想的に異なる忠告社の両者義猶の発想で島田、長連豪の主張を取り入れたとは言い難いかなり自由民権的な思想が入っていると言われる。

## 紀尾井町事件へ
決起6人に斬姦状も揃い一同は5月7日、8日に最後の会合を行い4と9の日は大久保が太政官に出仕する事を突き止め5月14日を決行日とし又、襲撃場所は北白川宮邸（現・赤坂プリンスホテル付近）と壬生邸（現・ホテルニューオータニ付近）に挟まれた人通りの少ない路上と決めた。
1878年（明治11年）5月14日の朝、一同6人は四谷尾張町林屋に合流し7時30分頃、斬姦状を懐にして宿を出て決行予定地に赴くやそれぞれの持ち場に散会し大久保を待った。翌15日、東京日日新聞に報じられた事件の大要は以下のとおりである。
大久保は午前8時に馬車にて裏霞が関の大久保邸を出、紀尾井町1番地に差し掛かった。ここは進行方向右に北白川宮邸の裏にあたり、左には華族壬生邸であった。両側とも小高い土手を築き道との間には夏草が人の丈以上に一面に生い茂っていた。早朝といい今にも雨の降りそうな天候であり、道行く人も無い路上に2人の若い男(長連豪、脇田巧一)が手に花束を持ち佇んでいた。
先払いの馬丁芳松が2人の前を駆け抜けた頃、遅れて馬車は赤坂御門を左に曲がり壬生邸に差し掛かった時、今曲がって来た角にある街厠の陰から4人の男(島田一郎、杉村文一、杉本乙菊、浅井寿篤)が現れ各々表衣を肩脱ぎ両袖を腹の辺りに束ね、白い筒袖の肌着のままで手に手に刀を抜き放ち、左右同時に馬の前足を薙ぎ倒した。馬は堪らず足を折り一声嘶いて倒れ臥した。駆者太郎は驚いて手縄を放し「狼藉者！」と叫んだところを凶徒によって一刀のもとに肩先から乳の下まで切り下げられ敢えなく落命した。6人は馬車の上に駆け上がった。内務卿が車の左から地上に降りようとしたところを1人の凶徒が大久保の手を力一杯掴んで頭目掛けて刀を振り下ろし、眉間より目際まで削ぎ取った。その後、大久保を車より引き出し、血溜まりの中に倒れた大久保に対して一同は乱刃を浴びせた。最後は短刀を抜き放った1人が頸の横から鍔元まで貫きとどめを刺した。時は8時30分頃のことであった。
一行は刀を近くの藪に棄て予ねてからの打ち合わせ通り自首するために仮御所に向かった。これより先、馬丁はすわ大変と宮内省に駆け込んだ。すでに参朝していた陸軍中将西郷従道はこの変を聞きつけ馬車にて紀尾井町に駆け付けた。すでに大久保は事果てた後であり1間ばかり三ヶ所に血潮夥しく流れ馬車の轍にも数ヶ所の刃の痕あり、空しく骸のみ横たわっていた。中将は車を降り警部に検死の済んだ事を確かめ自ら指揮を執り遺骸を毛布に包み車に載せ内務卿邸に急いだ。

## 自首と裁判へ
馬丁の注進で各所の御門に近衛兵を配して固めつつ中を麹町の方から6人の男が宮内省の正門に近づき中の2人が少しも臆する色も無く口を揃えて「拙者どもただ今紀尾井町において大久保参儀を待ち受け殺害に及んだ。宜しくこの旨を申し通じ、相当の処分を施す様に」と自首して来た。
門前は参朝する馬車にて雑踏していたので、守卒は6人を門内に入れ、直ちに東京警視本部第三課に引き渡した。この時、長連豪は紋付黒羽織を着、島田一郎は無地に羽織を着て各々、建白書を懐中に入れ出頭した。6人は東京警視本署に引き渡され後に鍛冶橋監獄に収容され、判事の玉乃世履(たまのせいり)、判事の岩谷龍一、検事の岡本豊章、検事の喜多千顯(きたちあき)によって数回の審問が行われた。政府は彼らを国事犯として大審院の中に臨時裁判所を設けて裁判を行った。当時、八重洲下二丁目の東京裁判所、警視局の北側に大審院と司法省があった。刺客の審問に並行して名古屋鎮台を経由して金沢にも伝えられ連累者も次々と逮捕された。
刺客6人と連累者の判決は7月27日、臨時裁判所で玉乃判事より下された。刺客6人、島田一郎31歳、長連豪23歳、杉本乙菊30歳、脇田巧一29歳、杉村文一18歳、浅井寿篤30歳に対しては徐族の上斬罪を又、連累者の陸義猶、松田克之ら22名にも判決が下された。島田一郎の判決は「石川県士族　島田一郎、其方儀、自己の意見を挟み、要路の大臣を除かんことを企て、長連豪、杉本乙菊、浅井寿篤を誑惑し、明治11年5月14日、府下紀尾井町に於いて、連豪以下4人と共に、大久保参儀を殺害せし科により、徐族の上、斬罪申しつけ候こと」とのことである。
判決後、そのまま一同は市谷監獄に護送され処刑された。切り手の山田浅右衛門が白刃を手に現れ「何か言い遺す事はないか」と尋ねたが島田は首を振り「この後に及んで、何もごさらん」と応え自ら首を差し出した。続いて長連豪が引き出され連豪に対しても浅右衛門は尋ねたが連豪は穏やかに「北の方向はどちらでござろうか？」と尋ねた。その方向を指差すと、その方向に3拝9拝した。北は故郷で今も母がいるので先立つ不孝を詫びたようであった。後に山田浅右衛門は「この人は永らく西郷翁の許にあって感化を受け帰国したそうだが、手前の刀な錆にするのは惜しい気がした。」と述べている。
また、玉乃判事も「獄中にあっても誠に爽やかで、少しも取り乱したり虚勢を張らず少しも曇りもなかった、惜しい人を亡くした」と述べている。長連豪は食事に供された鶏卵の黄身をとっておいてそれを箸の先につけて筆墨に代えて詩文を書き連ねていた。これを『卵木集』と名付け看守の好意で死後、故郷に送られた。

## その後の評価
紀尾井町事件の報道は多大な衝撃を与えたがとりわけ、首謀者の多くが旧加賀藩士であった頃から当時の石川県ではかなりの人が「破天荒の快挙」と受け取ったと言われている。加賀藩は幕末、維新の際、日和見であった。この事が明治になり、これまでの維新回転に対する献上度の低さから新政府の石川県における親疎となって現れ石川県人は軍閥や政官界進出を阻まれてきた。こうした県は石川県以外でもあるのだが石川県の場合、旧加賀藩は天下第一の大藩であるという自負が強く現状との落差が甚だしかった。心ある者は焦燥感を抱き新政府に反発し紀尾井町事件を快挙と解した。

## 関連作品
- 邦光史郎『大久保卿謀殺 長編歴史推理小説』祥伝社<ノン・ノベル>、1981年
  - 徳間書店<徳間文庫>、1988年